# Dear Eleanor
Dear Eleanor è un film statunitense del 2016 diretto da Kevin Connolly.
Scritto da Cecilia Contreras e Amy Garcia, narra il passaggio all'età adulta di due amiche che viaggiano attraverso gli Stati Uniti nel 1962 per incontrare la loro eroina d'infanzia, Eleanor Roosevelt. Il film è stato prodotto dalla Appian Way Productions di Leonardo DiCaprio.

## Trama
1962, durante la crisi dei missili cubani, due ragazze adolescenti viaggiano attraverso gli Stati Uniti, in cerca di Eleanor Roosevelt.

## Produzione
Le riprese della pellicola sono iniziate il 14 maggio 2013 nella Contea di Boulder, in Colorado. La città di Niwot venne usata come se fosse la città delle protagoniste (Manteca, in California) negli anni '60. Altri luoghi nelle Rocky Mountains, comprese Longmont, Lyons, Nederland, Boulder e Hygiene, furono usati per le riprese in esterni.

## Distribuzione
Il film è stato distribuito su video on demande DVD il 5 luglio 2016.